# فاضل صفر
الدكتور  فاضل صفر  ، وزير الاشغال العامة ووزير دولة لشؤون البلدية السابق في الكويت ونائب سابق في المجلس البلدي الكويتي.

## نبذة مختصرة
الدكتور فاضل صفر علي صفر مواليد الكويت 1955 حاصل على دكتوراة في هندسة البترول، عمل رئيسا لفريق عمل إدارة المعلومات البترولية في شركة نفط الكويت، حاصل على دكتوراة في هندسة البترول ويحظى بعضوية جمعية الصحافيين الكويتية وجمعية حماية البيئة الكويتية وجمعية المهندسين الكويتية والجمعية الكويتية لحقوق الإنسان.

## مناصبه
- عضو المجلس البلدي عام 2005.
- وزيرا للاشغال ووزير دولة لشؤون البلدية في (مايو 2008) وفي (يناير 2009) و (مايو 2009) و (مايو 2011) و (ديسمبر 2011).

## وصلات خارجية
- فاضل صفر علي صفر